# Grand Prix Włoch 1938

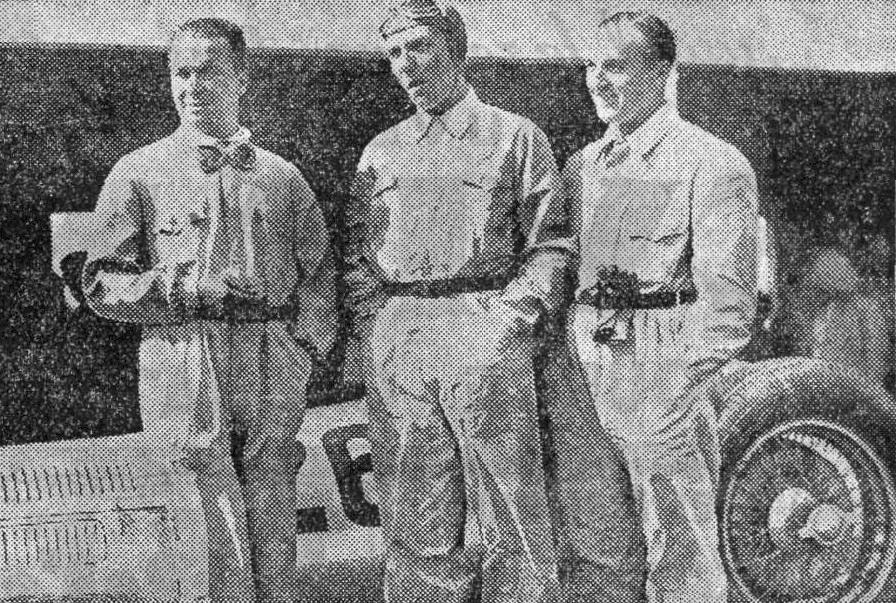
Rudolf Caracciola, Manfred von Brauchitsch i Hermann Lang podczas Grand Prix Włoch 1938

Grand Prix Włoch 1938 (oryg. XVI Gran Premio d'Italia) – jeden z wyścigów Grand Prix rozegranych w 1938 roku oraz czwarta eliminacja Mistrzostw Europy AIACR.

## Lista startowa
Na niebieskim tle kierowcy, którzy nie wzięli udziału w kwalifikacjach, lecz współdzielili samochód w czasie wyścigu
| Nr | Kierowca                | Zespół                    | Samochód            | Silnik             |   |
| -- | ----------------------- | ------------------------- | ------------------- | ------------------ | - |
| 2  | Pietro Ghersi           | Scuderia Torino           | Alfa Romeo Tipo 308 | Alfa Romeo S-8     | ? |
| 4  | Manfred von Brauchitsch | Daimler-Benz AG           | Mercedes-Benz W154  | Mercedes-Benz V-12 | ? |
| 6  | Clemente Biondetti      | Alfa Corse                | Alfa Romeo Tipo 316 | Alfa Romeo V-16    | ? |
| 8  | Luigi Villoresi         | Officine Alfieri Maserati | Maserati 8CTF       | Maserati S-8       | ? |
| 12 | Rudolf Caracciola       | Daimler-Benz AG           | Mercedes-Benz W154  | Mercedes-Benz V-12 | ? |
| 12 | Manfred von Brauchitsch | Daimler-Benz AG           | Mercedes-Benz W154  | Mercedes-Benz V-12 | ? |
| 14 | Carlo Felice Trossi     | Officine Alfieri Maserati | Maserati 8CTF       | Maserati S-8       | ? |
| 16 | Richard Seaman          | Daimler-Benz AG           | Mercedes-Benz W154  | Mercedes-Benz V-12 | ? |
| 18 | Goffredo Zehender       | Officine Alfieri Maserati | Maserati 8CTF       | Maserati S-8       | ? |
| 20 | Hermann Paul Müller     | Auto Union AG             | Auto Union D        | Auto Union V-12    | ? |
| 22 | Tazio Nuvolari          | Auto Union AG             | Auto Union D        | Auto Union V-12    | ? |
| 24 | Christian Kautz         | Auto Union AG             | Auto Union D        | Auto Union V-12    | ? |
| 26 | Hermann Lang            | Daimler-Benz AG           | Mercedes-Benz W154  | Mercedes-Benz V-12 | ? |
| 28 | Jean-Pierre Wimille     | Alfa Corse                | Alfa Romeo Tipo 312 | Alfa Romeo V-12    | ? |
| 30 | Giuseppe Farina         | Alfa Corse                | Alfa Romeo Tipo 316 | Alfa Romeo V-16    | ? |
| 32 | Vittorio Belmondo       | Renato Balestrero         | Alfa Romeo Tipo 308 | Alfa Romeo S-8     | ? |
| 34 | Piero Taruffi           | Alfa Corse                | Alfa Romeo Tipo 312 | Alfa Romeo V-12    | ? |
| 36 | Hans Stuck              | Auto Union AG             | Auto Union D        | Auto Union V-12    | ? |
| Nr | Kierowca                | Zespół                    | Samochód            | Silnik             |   |

## Wyniki

### Kwalifikacje
Źródło: teamdan.com
| Poz. | Nr | Kierowca                | Konstruktor   | Czas   | Poz. s. |
| ---- | -- | ----------------------- | ------------- | ------ | ------- |
| 1    | 26 | Hermann Lang            | Mercedes-Benz | 2:32,4 | 1       |
| 2    | 12 | Manfred von Brauchitsch | Mercedes-Benz | 2:33,1 | 2       |
| 3    | 12 | Rudolf Caracciola       | Mercedes-Benz | 2:33,3 | 3       |
| 4    | 20 | Hermann Paul Müller     | Auto Union    | 2:34,4 | 4       |
| 5    | 22 | Tazio Nuvolari          | Auto Union    |        | 5       |
| 6    | 16 | Richard Seaman          | Mercedes-Benz |        | 6       |
| 7    | 24 | Christian Kautz         | Auto Union    |        | 7       |
| 8    | 6  | Clemente Biondetti      | Alfa Romeo    |        | 8       |
| 9    | 28 | Jean-Pierre Wimille     | Alfa Romeo    |        | 9       |
| 10   | 34 | Piero Taruffi           | Alfa Romeo    |        | 10      |
| 11   | 14 | Carlo Felice Trossi     | Maserati      |        | 11      |
| 12   | 8  | Luigi Villoresi         | Maserati      |        | 12      |
| 13   | 30 | Giuseppe Farina         | Alfa Romeo    |        | 13      |
| 14   | 36 | Hans Stuck              | Auto Union    |        | 14      |
| 15   | 2  | Pietro Ghersi           | Alfa Romeo    |        | 15      |
| 16   | 18 | Goffredo Zehender       | Maserati      |        | 16      |
| 17   | 32 | Vittorio Belmondo       | Alfa Romeo    |        | 17      |
| Poz. | Nr | Kierowca                | Konstruktor   | Czas   | Poz. s. |

### Wyścig
Źródło: kolumbus.fi
| P                 | + / –     | Nr | Kierowca                                  | Konstruktor   | Okr. | Czas / Strata      | Komentarz              |
| ----------------- | --------- | -- | ----------------------------------------- | ------------- | ---- | ------------------ | ---------------------- |
| 1                 | 4         | 22 | Tazio Nuvolari                            | Auto Union    | 60   | 2h41:39,6          |                        |
| 2                 | 11        | 30 | Giuseppe Farina                           | Alfa Romeo    | 59   | +1 okr             |                        |
| 3                 | Bez zmian | 12 | Rudolf Caracciola Manfred von Brauchitsch | Mercedes-Benz | 57   | +3 okr             | Samochód współdzielony |
| 4                 | 4         | 6  | Clemente Biondetti                        | Alfa Romeo    | 57   | +3 okr             |                        |
| 5                 | 10        | 2  | Pietro Ghersi                             | Alfa Romeo    | 47   | +13 okr            |                        |
| Niesklasyfikowani |           |    |                                           |               |      |                    |                        |
|                   |           | 20 | Hermann Paul Müller                       | Auto Union    | 57   | Silnik             |                        |
|                   |           | 36 | Hans Stuck                                | Auto Union    | 41   | Awaria mechaniczna |                        |
|                   |           | 26 | Hermann Lang                              | Mercedes-Benz | 35   | Silnik             |                        |
|                   |           | 8  | Luigi Villoresi                           | Maserati      | 24   | Awaria mechaniczna |                        |
|                   |           | 4  | Manfred von Brauchitsch                   | Mercedes-Benz | 19   | Awaria mechaniczna |                        |
|                   |           | 28 | Jean-Pierre Wimille                       | Alfa Romeo    | 17   |                    |                        |
|                   |           | 18 | Goffredo Zehender                         | Maserati      | 15   |                    |                        |
|                   |           | 32 | Vittorio Belmondo                         | Alfa Romeo    | 15   |                    |                        |
|                   |           | 16 | Richard Seaman                            | Mercedes-Benz | 11   | Silnik             |                        |
|                   |           | 34 | Piero Taruffi                             | Alfa Romeo    | 10   | Awaria mechaniczna |                        |
|                   |           | 24 | Christian Kautz                           | Auto Union    | 2    |                    |                        |
| Zdyskwalifikowani |           |    |                                           |               |      |                    |                        |
|                   |           | 14 | Carlo Felice Trossi                       | Maserati      | 56   | +4 okr             |                        |
| P                 | + / –     | Nr | Kierowca                                  | Konstruktor   | Okr. | Czas / Strata      | Komentarz              |

### Najszybsze okrążenie
Źródło: teamdan.com
| Nr | Kierowca     | Konstruktor   | Czas   | Okr. |
| -- | ------------ | ------------- | ------ | ---- |
| 26 | Hermann Lang | Mercedes-Benz | 2:34,2 |      |